# Karine Vanasse
Pour les articles homonymes, voir Vanasse.
Karine Vanasse est une actrice et productrice de cinéma québécoise, née le 24 novembre 1983 à Drummondville (Québec).

## Biographie
Née le 24 novembre 1983 à Drummondville, Karine Vanasse grandit auprès de son père Conrad Vanasse, de sa mère Renée Gamache et de ses frères et sœur Vincent, Alexis et Élodie.

### Vie privée
De 2006 à 2014, Karine Vanasse est en couple avec Maxime Rémillard.
Le 1er avril 2018, elle donne naissance à un garçon. Elle se sépare du papa de son fils, en 2019.

## Carrière
Sa première apparition télévisée, se fait à l'âge de 11 ans, pendant un concours de lip synch (playback) organisé par Le Club des 100 watts. Elle remporte le concours deux années consécutives avec les chansons Illégal de Marjo et Des mots qui sonnent de Céline Dion.
En 1997, elle joue dans un épisode de la série La Courte Échelle, ainsi que dans la production franco-canadienne Un hiver de tourmente. Elle joue également dans la mini-série Revenge of the Land. Remarquée par l'équipe des Débrouillards, elle est invitée à participer à l'émission scientifique hebdomadaire animée par Gregory Charles. Elle y restera trois ans.
En 1999, elle est acclamée par les critiques cinématographiques pour son rôle d'adolescente dans Emporte-moi de Léa Pool. Elle recevra plusieurs prix et nominations pour ce rôle. La même année, elle joue dans la série Deux frères de Louis Choquette, qui lui vaudra également des prix.
En 2000, elle joue dans Du pic au cœur, où elle tient le rôle principal et interprète la chanson-thème.
En 2001, elle obtient une bourse qui lui permet d'étudier, pendant quatre mois, au Ithaka Cultural Studies Program, en Crète, dans un établissement fréquenté par des enfants issus de familles riches. Lors de ce programme, les étudiants doivent travailler en plus d'étudier des domaines aussi variés que l’anthropologie, l’archéologie, la mythologie et l’histoire de la Grèce.
À l’automne 2002, elle interprète Donalda Laloge dans Un homme et son péché de Charles Binamé. Pour ce rôle, elle remportera le Jutra de la « Meilleure actrice » et sera désignée « Femme de l’année » par le magazine Châtelaine. La même année, Denise Filiatrault lui offre le rôle principal dans la comédie musicale Irma la douce.
En 2003, elle joue dans le film Nous étions libres aux côtés de Charlize Theron et Penélope Cruz.
Entre 2004 et 2006, elle tient le rôle principal du film Sans elle de Jean Beaudin, elle joue également dans la série Un homme mort de Fabienne Larouche et dans le téléfilm Octobre 1970.
En 2006, le magazine Entreprendre la sélectionne pour être l’une des 101 femmes leaders du Québec, côtoyant d’autres célébrités comme Céline Dion, la gouverneure générale du Canada Michaëlle Jean et la productrice Denise Robert. La même année, elle reçoit le prix « Femme de mérite » décerné par la Fondation Y des femmes de Montréal.
En 2007, elle joue dans le film Ma fille, mon ange aux côtés de l’acteur Michel Côté. La même année elle devient coproductrice à la maison de production Remstar pour développer un projet de film sur la tuerie de l'École polytechnique de Montréal. Le film Polytechnique, réalisé par Denis Villeneuve, dans lequel elle obtient un rôle, sort en 2009. Il lui permet de décrocher le Génie de la meilleure interprétation féminine dans un premier rôle.
En mai 2010, elle est à l'affiche dans le film L'enfant prodige de Luc Dionne. L'année suivante, elle joue dans le thriller Angle mort, réalisé par Dominic James.
À titre de productrice, elle travaille à adapter la bande dessinée Paul à Québec de Michel Rabagliati,.
En 2013, elle apparaît brièvement dans le rôle d'une infirmière parisienne qui soigne le personnage de Jennifer Lawrence dans X-Men: Jours d'un avenir passé.
De 2013 à 2015, elle joue Margaux LeMarchal, dans la série américaine Revenge.
En 2016, elle retrouve un rôle principal dans la série Blue Moon jusqu'à son arrêt en 2018, après trois saisons. Elle décroche également un des rôles principaux de la série Cardinal en 2017.
En 2019, elle est dans trois épisodes la série God Friended Me et dans le film Malek avec Tewfik Jallab. Dans la même année, Karine est récipiendaire, au prix Écrans canadiens, dans la catégorie “Best Lead Actress - Drama Program or Limited Series” pour le rôle de Lise Delorme dans “Cardinal”.
En 2020, elle fait la publicité pour le véhicule Nissan Rogue.

## Filmographie

### Cinéma

#### Longs métrages
- 1999 : Emporte-moi : Hanna
- 2001 : Du pic au cœur : Alice
- 2002 : Séraphin : Un homme et son péché : Donalda Laloge
- 2004 : Nous étions libres (Head in the Clouds) de John Duigan : Lisette
- 2006 : Sans elle : Camille
- 2007 : Ma fille, mon ange : Nathalie
- 2009 : Polytechnique : Valérie
- 2010 : L'Enfant prodige : Camillette Mathieu
- 2011 : Angle mort : Stéphanie
- 2011 : Minuit à Paris (Midnight in Paris) de Woody Allen : Couple de la Belle Époque
- 2011 : Switch : Sophie Malaterre
- 2011 : Perdu avec toi (I'm Yours) : Daphné
- 2011 : French Immersion (C'est la faute à Trudeau) : Julie Tremblay
- 2013 : En solitaire de Christophe Offenstein : Mag Embling
- 2014 : X-Men : Days of Future Past de Bryan Singer : L'infirmière française
- 2015 : La Chambre interdite (The Forbidden Room) de Guy Maddin et Evan Johnson : Florence Labadie
- 2015 : Buddha's Little Finger de Tony Pemberton : Anna
- 2015 : Paul à Québec de François Bouvier : Nathalie Rouleau
- 2017 : De père en flic 2 d'Émile Gaudreault : Alice
- 2017 : Et au pire, on se mariera de Léa Pool : Isabelle Saint-Pierre
- 2017 : Trench 11 de Leo Scherman : Véronique
- 2019 : Malek de Guy Édoin : Geneviève
- 2022 : Arsenault et Fils de Rafaël Ouellet : Émilie
- 2022 : Bones of Crows de Marie Clements : Sœur Ruth
- 2023 : Ru de Charles-Olivier Michaud (en) : Lisette Girard[12]

#### Courts métrages
- 1999 : Le Souper de Martin Cadotte
- 2008 : Emma Fire de David Latreille : Emma
- 2010 : Rhonda's Party d'Ashley McKenzie : Amy
- 2013 : Strange Women in Shorts de David Latreille
- 2013 : Scarlet de David Latreille : La narratrice
- 2017 : Tomorrow's Shadows de Geordie Sabbagh : Ann
- 2017 : Learn : 1st World Problems de Jonathan Desbiens

### Télévision

#### Séries télévisées
- 1999 : Deux frères : Lucie Chaput
- 2001 : Mon meilleur ennemi : Franny Anderson
- 2006 : Octobre 1970 : Christine
- 2006 : Un homme mort : Kim Blanchard
- 2011 : Trauma : Fannie Comtois
- 2011 : Pan Am : Colette Valois
- 2013 : 30 vies : Maxim Bouchard
- 2013 - 2015 : Revenge : Margaux LeMarchal
- 2016 - 2018 : Blue Moon : Justine Laurier
- 2017 - 2020 : Cardinal : Lise Delorme
- 2019 : God Friended Me : Audrey Grenelle
- 2021 : Après : Maryse Malo[13]
- 2022 : Avant le crash : Évelyne Ste-Marie
- 2024 : Les Traîtres : animatrice
- 2025: Cousu: Animatrice

#### Téléfilms
- 2006 : Marie-Antoinette de Francis Leclerc et Yves Simoneau : Marie-Antoinette
- 2012 : Scruples de Michael Sucsy : Valentine O'Neill

## Doublage
- Isla Fisher dans :
  - Garçons sans honneur (2005) : Gloria Cleary
  - Le Guetteur (2007) : Luvlee
  - Bien sûr, peut-être (2008) : April Hoffman
  - Confessions d'une accro du shopping (2009) : Rebecca Bloomwood
  - Rango (2011) : Fève(voix)
- Blake Lively dans :
  - Quatre Filles et un jean (2005) : Bridget Vreeland
  - Quatre filles et un jean 2 (2008) : Bridget Vreeland
- 2003 - 2005 : Radio Free Roscoe : Lily Randall
- 2006 : La Véritable Histoire du Petit Chaperon rouge
- 2007 : Alerte tsunamis (en) (Killer Wave) : Sophie Marleau
- 2007 : Spider-Man 3 : Gwen Stacy (Bryce Dallas Howard)
- 2007 : Transformers : Maggie Madsen (Rachael Taylor)
- 2008 : High School Musical 3 : La Dernière Année : Sharpay Evans (Ashley Tisdale)
- 2008 : Blaise le blasé : Fabienne Lajoie
- 2009 : South Park : Wendy Testaburger (Saison 1, épisodes 1 à 6)
- 2009 : Jusqu'en enfer : Christine Brown (Alison Lohman)
- 2009 : Planète 51 de Jorge Blanco : Neera
- 2010 : Step Up 3D : Natalie (Sharni Vinson)
- 2020 : Miss Révolution : Sally Alexander (Keira Knightley)

## Distinctions

### Récompenses
- 1999 : Youth Jury Award lors du Toronto International Film Festival- Meilleure jeune actrice pour Emporte-moi (1999).
- 1999 : Golden Bayard lors du Festival international du film francophone de Namur de la Meilleure jeune actrice pour Emporte-moi (1999).
- 1999 : Youth Jury Award lors du Valladolid International Film Festival de la Meilleure jeune actrice pour Emporte-moi (1999).
- 1999 : Meilleure première performance dans un film - Prix spécial du jury pour Emporte-moi.
- 2000 : Jutra de la meilleure actrice pour Emporte-moi (1999).
- 2002 : Prix Gémeaux dans la catégorie de la « Meilleure animation : émission ou série jeunesse » pour Les Débrouillards.
- 2001 : Chlotrudis Awards de la meilleure actrice pour Emporte-moi (1999).
- 2003 : Jutra de la meilleure actrice pour Séraphin : Un homme et son péché.
- 2010 : Génie de la meilleure actrice pour Polytechnique (2009)
- 2019 : Prix Écrans Canadiens de la meilleure actrice dans une série dramatique pour Cardinal
- 2020 : Prix Écrans Canadiens de la meilleure actrice dans une mini-série dramatique pour Cardinal

### Nominations
- Génie 2004 : Meilleure actrice pour Séraphin : un homme et son péché (2002).
- Jutra 2008 : Meilleure actrice pour Ma fille, mon ange.
- Prix Écrans Canadiens 2018 : Meilleure actrice dans une mini-série dramatique pour Cardinal